# Maestro della Madonna Giovanelli
Pour les articles homonymes, voir Giovanelli.
Le surnom de Maestro della Madonna Giovanelli  a été donné à un maître anonyme auteur de la Madonna Giovanelli de Lecce, peintre qui fut actif à Venise entre le XIVe et le  XVe siècle, mort entre  1409 et 1411.
Peut-être s'agit-il de Francesco del Fiore peintre qui fut actif à Venise (style, concordance de dates de création, etc.).

## Œuvres
- La capture du Christ, tempera et or sur panneau de 28 × 20 cm, partie d'un polyptyque démembré et dispersé,  Museo Provinciale, Lecce.
- Copie moderne de la Madonna del sacco du Pérugin.
- Modonna col Bambino tra Santi e Cristo in Pietà,